# North Adams, Massachusetts
North Adams là một thành phố thuộc quận Berkshire trong tiểu bang thịnh vượng chung Massachusetts, Hoa Kỳ. Thành phố có tổng diện tích km², trong đó diện tích đất là km². Theo điều tra dân số Hoa Kỳ năm 2010, thành phố có dân số 13.708 người, là thành phố ít dân nhất tiêu bang.
North Adams là một phần của khu vực thống kê đô thị Pittsfield, Massachusetts. Thành phố có viện bảo tàng nghệ thuật đương đại lớn nhất tại Hoa Kỳ, Bảo tàng nghệ thuật đương đại Massachusetts (MIT), North Adams trong những năm gần đây trở thành một trung tâm văn hóa, du lịch và vui chơi giải trí.

## Lịch sử
North Adams có dân định cư lần đầu tiên năm 1745, và thành lập hợp một cách riêng biệt với Adams vào năm 1878. Thành phố này có tên trong danh dự của Samuel Adams, một nhà lãnh đạo trong cuộc Cách mạng Mỹ, người ký Tuyên ngôn Độc lập, và chính quyền tiểu bang Massachusetts.
Trong phần lớn thời gian tồn tại của nó, North Adams là một thị trấn nhà máy. Ngành sản xuất bắt đầu trong thành phố trước chiến tranh cách mạng, là vị trí của nó ở nơi hợp lưu của hai nhánh của sông Hoosic cung cấp điện nước cho các ngành công nghiệp đa dạng, quy mô nhỏ. Vào cuối thế kỷ 18 và đầu thế kỷ 19, các doanh nghiệp bao gồm nhà sản xuất giày bán buôn, sân gạch, một nhà máy cưa, các nhà hoạch định nội các, nhà sản xuất mũ, cửa hàng máy tính cho việc xây dựng các máy nghiền, công trình bằng đá cẩm thạch; toa xe và xe trượt tuyết các nhà hoạch định, và một xưởng sắt, cung cấp gang cho tấm áo giáp trên tàu chiến, Monitor. Bắc Adams là trụ sở chính cho xây dựng đường hầm Hoosac.